# DFB-Pokal der Frauen 2005-2006
La DFB-Pokal der Frauen 2005-2006 è stata la 26ª edizione della Coppa di Germania, organizzata dalla federazione calcistica della Germania (Deutscher Fußball-Bund - DFB) e riservata alle squadre femminili che partecipano ai campionati di primo e secondo livello, oltre a una selezione di squadre provenienti dalla Regionalliga a completamento organico, per un totale di 55 società.
La finale si è svolta all'Olympiastadion di Berlino il 29 aprile 2006, ed è stata vinta dal Turbine Potsdam per la terza volta, e la seconda consecutiva, nella sua storia sportiva, superando le avversarie del 1. FFC Francoforte, alla loro ottava finale di Coppa consecutiva, con il risultato di 2-0.

## Primo turno
Gli incontri si sono disputati il 7 agosto 2005. Il primo turno ha visto eliminate tre potenziali favorite. Jena e Wacker Monaco hanno perso le loro partite contro club della lega regionale. Il Gütersloh, partito con la speranza di una promozione, ha perso contro il candidato alla retrocessione Timmel. Il Tennis Borussia Berlino ha passato il turno senza giocare la partita con l'Oberaußem per rinuncia di quest'ultimo.
| Squadra 1            | Risultato   | Squadra 2           |
| -------------------- | ----------- | ------------------- |
| 1896 Großdubrau      | 0 - 3       | Lütgendortmund      |
| Polizei SV Bremen    | 1 - 6       | Neubrandenburg      |
| Arminia Ibbenbüren   | 2 - 4       | Victoria Gersten    |
| Oberaußem-Fortuna    | - (a tav.)  | TeBe Berlino        |
| Fortuna Friedersdorf | 0 - 6       | Jahn Calden         |
| Magdeburger FFC      | 0 - 1 (dts) | Wattenscheid 09     |
| Moers                | 0 - 4       | Wolfenbüttel        |
| Lurup                | 0 - 10      | Holstein Kiel       |
| Timmel               | 3 - 1 (dts) | Gütersloh           |
| Eintracht Seekirch   | 0 - 5       | Niederkirchen       |
| Gera 03              | 0 - 6       | Sand                |
| Dirmingen            | 0 - 4       | TuS Köln rrh.       |
| 07 Limburg           | 1 - 3       | Viktoria Jägersburg |
| Regensburg           | 3 - 0       | Jena                |
| Niederfell           | 0 - 3       | Karlsruhe           |
| Titisee              | 1 - 5       | Sindelfingen        |
| Lokomotive Lipsia    | 4 - 1       | Wacker Monaco       |
| Klinge Seckach       | 0 - 6       | Saarbrücken         |
| Jungingen            | 0 - 4       | Erzgebirge Aue      |

## Secondo turno
Gli incontri si sono disputati il 16 ottobre 2005. In questo turno, i restanti club di Frauen-Bundesliga entrano nel torneo. Per passare il turno il Turbine Potsdam, nell'incontro con l'Essen-Schönebeck, ha dovuto arrivare ai calci di rigore. Il Brauweiler Pulheim (primo livello) è riuscito a sconfiggere il Wattenscheid (secondo livello) solo dopo i tempi supplementari.
| Squadra 1           | Risultato       | Squadra 2       |
| ------------------- | --------------- | --------------- |
| 2001 Duisburg       | 6 - 0           | Timmel          |
| Jahn Calden         | 1 - 2           | Amburgo         |
| Wolfenbüttel        | 3 - 5           | Neubrandenburg  |
| Lütgendortmund      | 3 - 1           | TeBe Berlino    |
| SG Essen-Schönebeck | 2 - 2 (5-6 dtr) | Turbine Potsdam |
| Heike Rheine        | 5 - 0           | Holstein Kiel   |
| Victoria Gersten    | 1 - 2           | Wolfsburg       |
| Brauweiler Pulheim  | 2 - 1 (dts)     | Wattenscheid 09 |
| Regensburg          | 1 - 4           | Sindelfingen    |
| Lokomotive Lipsia   | 1 - 8           | Bayern Monaco   |
| Viktoria Jägersburg | 1 - 3           | Karlsruhe       |
| Erzgebirge Aue      | 2 - 3 (dts)     | Crailsheim      |
| 1. FFC Francoforte  | 3 - 0           | Friburgo        |
| Niederkirchen       | 0 - 2           | Saarbrücken     |
| Sand                | 4 - 0           | TuS Köln rrh.   |
| FSV Francoforte     | 0 - 7           | Bad Neuenahr    |

## Ottavi di finale
Gli ottavi di finale si sono giocati il 6 novembre 2005. Nella gara di vertice il Duisburg ha avuto la meglio contro Bad Neuenahr dopo i tempi supplementari. Il Sindelfingen, squadra di prima divisione, ha perso a sorpresa contro il Saarbrücken (2. Frauen-Bundesliga). Gli incontri degli altri favoriti hanno rispettato le previsioni.
| Squadra 1          | Risultato   | Squadra 2          |
| ------------------ | ----------- | ------------------ |
| Neubrandenburg     | 0 - 4       | Crailsheim         |
| Wolfsburg          | 2 - 4       | Bayern Monaco      |
| Amburgo            | 2 - 1       | Heike Rheine       |
| Karlsruhe          | 1 - 2       | Sand               |
| Sindelfingen       | 1 - 2 (dts) | Saarbrücken        |
| Turbine Potsdam    | 7 - 1       | Lütgendortmund     |
| 1. FFC Francoforte | 5 - 0       | Brauweiler Pulheim |
| Bad Neuenahr       | 2 - 3 (dts) | 2001 Duisburg      |

## Quarti di finale
I quarti di finale si sono giocati il 4 dicembre 2005.
| Squadra 1       | Risultato   | Squadra 2          |
| --------------- | ----------- | ------------------ |
| Turbine Potsdam | 10 - 0      | Sand               |
| 2001 Duisburg   | 4 - 2 (dts) | Amburgo            |
| Crailsheim      | 0 - 7       | Bayern Monaco      |
| Saarbrücken     | 0 - 12      | 1. FFC Francoforte |

## Semifinali
Le partite si sono svolte il 26 marzo 2006.
| Squadra 1       | Risultato | Squadra 2          |
| --------------- | --------- | ------------------ |
| 2001 Duisburg   | 1 - 2     | 1. FFC Francoforte |
| Turbine Potsdam | 3 - 1     | Bayern Monaco      |

## Finale
| Arbitro: | Anja Kunick (Lissa) |

|  |           |                                  |
|  | Marcatori | 79’ I. Kerschowski 82’ Wimbersky |

### Formazioni
| 1. FFC Francoforte     |    |                    |             |     |
|                        |    |                    |             |     |
| P                      | 1  | Marleen Wissink    |             |     |
| D                      | 22 | Steffi Jones       |             |     |
| D                      | 8  | Tina Wunderlich    |             |     |
| D                      | 4  | Nia Künzer         |             |     |
| D                      | 11 | Katrin Kliehm      |             |     |
| C                      | 18 | Kerstin Garefrekes |             |     |
| C                      | 3  | Louise Hansen      |             |     |
| C                      | 10 | Renate Lingor      | Ammonizione |     |
| C                      | 17 | Judith Affeld      |             | 87’ |
| A                      | 28 | Sandra Smisek      |             | 78’ |
| A                      | 21 | Sandra Albertz     |             | 67’ |
| Sostituzioni:          |    |                    |             |     |
| C                      | 12 | Meike Weber        |             | 67’ |
| C                      | 25 | Saskia Bartusiak   |             | 87’ |
| A                      | 20 | Patrizia Barucha   |             | 78’ |
| Allenatore:            |    |                    |             |     |
| Hans-Jürgen Tritschoks |    |                    |             |     |

| Turbine Potsdam |    |                    |             |     |
|                 |    |                    |             |     |
| P               | 25 | Nadine Angerer     |             |     |
| D               | 21 | Peggy Kuznik       |             | 71’ |
| D               | 8  | Inken Beeken       |             |     |
| D               | 5  | Babett Peter       |             |     |
| C               | 6  | Navina Omilade     |             |     |
| C               | 17 | Ariane Hingst      |             |     |
| C               | 4  | Britta Carlson     |             |     |
| C               | 14 | Jennifer Zietz     | Ammonizione |     |
| A               | 20 | Petra Wimbersky    |             |     |
| A               | 9  | Conny Pohlers      |             | 77’ |
| A               | 31 | Anja Mittag        |             | 90’ |
| A disposizione: |    |                    |             |     |
| P               | 23 | Stephanie Ullrich  |             |     |
| C               | 12 | Isabel Kerschowski |             | 77’ |
| C               | 22 | Karolin Thomas     |             | 64’ |
| A               | 15 | Aferdita Podvorica |             | 90’ |
| Allenatore:     |    |                    |             |     |
| Bernd Schröder  |    |                    |             |     |